# تصحيح التأثير الجوي
تصحيح التأثير الجوي هو عملية إزالة تأثيرات الغلاف الجوي على قيم الإشارة الطيفية المنعكسة للصور الملتقطة بواسطة أجهزة استشعار الأقمار الصناعية أو المحمولة جواً. إن التأثيرات الجوية في الاستشعار عن بعد البصري مهمة ومعقدة، وتغير بشكل كبير الطبيعة الطيفية للإشعاع الذي يصل إلى المستشعر البعيد. هناك طرق وتقنيات متنوعة لإجراء تصحيح التأثير الجوي.